# Флаг Мурманской области
Флаг Му́рманской области является официальным символом Мурманской области Российской Федерации.

## Описание
Флаг Мурманской области был принят 25 июня 2004 года и утверждён законом Мурманской области № 491-01-ЗМО от 1 июля 2004 года. Описание флага гласило:

Флаг Мурманской области представляет собой прямоугольное полотнище с отношением ширины к длине 2:3, состоящее из двух неравных горизонтальных полос: верхней (4 части) — лазоревого и нижней (1 часть) — червлёного цвета. Лазоревая полоса несёт золотое изображение северного сияния, расположенное по центру полосы, длиной, равной ширине полотнища флага, общей шириной — 2/5 ширины полотнища флага.

30 сентября 2004 года, законом Мурманской области № 501-01-ЗМО, в описание флага были внесены изменения, касающиеся цветов флага:

Флаг Мурманской области представляет собой прямоугольное полотнище, состоящее из двух неравных горизонтальных полос: верхней — синего и нижней — красного цвета. Соотношение ширины полос 4:1 соответственно. Синяя полоса несёт жёлтое изображение северного сияния, расположенное по центру полосы, длиной, равной ширине полотнища флага, общей шириной — 2/5 ширины полотнища флага. Отношение ширины флага к его длине 2:3.

21 декабря 2004 года, законом Мурманской области № 548-01-ЗМО, в описание флага были вновь внесены изменения, касающиеся длины изображения северного сияния и его описания:

Флаг Мурманской области представляет собой прямоугольное полотнище, состоящее из двух неравных горизонтальных полос: верхней — синего и нижней — красного цвета. Соотношение ширины полос 4:1 соответственно. Синяя полоса несёт жёлтое изображение северного сияния в виде золотых лучей, расходящихся вверх от тройной дуги, расположенное по центру полосы, длиной, равной ширине синей полосы, общей шириной — 1/2 ширины синей полосы. Отношение ширины флага к его длине 2:3.